# Eriochrysis cayennensis
Eriochrysis cayennensis är en gräsart som beskrevs av Ambroise Marie François Joseph Palisot de Beauvois. Eriochrysis cayennensis ingår i släktet Eriochrysis och familjen gräs. Inga underarter finns listade i Catalogue of Life.